# Суарес Гомис, Эктор
Эктор Суа́рес Гоми́с (младший) (исп. Hector Suarez Gomís (hijo)) (6 декабря 1968, Мехико, Мексика) — мексиканский актёр-комик и телеведущий.

## Биография
Родился 6 декабря 1968 года в Мехико в семье актёра-комика театра и кино и продюсера Эктора Суареса (род. 21.10.1938). В мексиканском кинематографе дебютировал в 1984 году одновременно с карьерой в театре и с тех пор снялся в 29 работах в кино и телесериалах. Телесериалы «Новый рассвет», «Моя вторая мама» и «Личико ангела» оказались наиболее популярными в карьере актёра. Был дважды номинирован на TVyNovelas, из которых однажды ему удалось одержать достойную победу.

## Фильмография
- 2014: Сесар Чавес (Cesar Chavez) — Incredulous Farm Worker
- 2013—2014: Моя любовь навсегда[англ.] — Фернандо
- 2013: Новая жизнь[исп.] — Сантьяго
- 2011 — н. в.: Как говорится — Федерико
- 2008: Клятва[англ.] — Эстебан
- 2007 — н. в.: В последний момент[англ.] — El plomero
- 2007: Одна долгая ночь (One Long Night) — Феликс
- 2007: Зорро: Шпага и роза[англ.] — Capitán Anibal Pizarro
- 2006: Моя секретная любовь (Mi amor secreto)
- 2006: Любовь без условий (Amor sin condiciones) — Braulio
- 2003—2004: Свет женских глаз 2
- 2001: Дизайнеры обоего пола[исп.] — Juan Felipe Martínez 'Jean Phillipe Martin'
- 2000—2001: Личико ангела — Omar Gasca
- 1999: Ад в Раю[англ.] — Ricardo Selma
- 1998—1999: Что происходит с нами?[исп.]
- 1998: Драгоценная[англ.] — Lorenzo 'Pantera' Ortiz
- 1997: Здоровье, деньги и любовь[англ.] — El Tacubayo
- 1995: Самая большая премия[англ.] — Gabriel Robledo 'El Tacubayo' (в титрах: Hector Suarez G.)
- 1994: El tesoro de Clotilde
- 1994: La quebradita — Виктор
- 1993: Сон любви[англ.] — Poncho (в титрах: Héctor Suárez hijo)
- 1992: Más que alcanzar una estrella — Алехандро (в титрах: Héctor Suárez Jr.)
- 1991: Кобра [Federal de narcoticos (Division Cobra)] — (в титрах: Héctor Suárez hijo)
- 1991: Дотянуться до звезды 2 — Педро Луго
- 1990: Песня об одной любви[англ.]
- 1990: Дотянуться до звезды — Педро Луго
- 1989: Моя вторая мама — Рамон
- 1988: Новый рассвет — Pavo
- 1984: Принцесса

## Театральные работы
- 1984 — Постскриптум: Ваш кот мёртв
- 2010 — Толстая
- 2011 — За удовольствие вновь видеть
- 2014 — Кредит
- 2015 —
  - Незнакомцы в поезде
  - Сумасшедшая Джонс